# アレバロ
アレバロ（スペイン語: Arévalo）は、スペイン・カスティーリャ・イ・レオン州アビラ県のムニシピオ（基礎自治体）。

## 名称
アレバロという地名の語源は、イベリア半島をケルト人が支配していた時代に遡る。一部の記述家によれば、「壁の隣」を意味するare-valónから発したとされる。しかし、メセタに住んでいたケルティベリア人の一部族であるヴァッカエイ族から生じたとする説もある。文献上に名前が登場するのは11世紀で、既にラテン語化されたアレバロルム(Arevalorum)であった。

## 歴史
711年にベルベル人が襲来してアレバロを占領した。それまで住んでいた住民はイベリア半島北部へ避難し、替わって入植したのはアラブ民族であった。レコンキスタが進行した11世紀、カスティーリャは前線をドゥエロ川付近とし、既に人口がまばらであったアレバロ周辺に再入植を推進した。1135年、アルフォンソ7世はアビラの教会にアレバロを寄進し、1140年、ローマ教皇インノケンティウス2世はアレバロをアビラ司教の所有と認めた。城壁に囲まれたアレバロの内部では、再植民とともに教会、修道院、橋の建設が進められた。フエロ（特権）が授けられたのは13世紀である。
14世紀半ばの第一次カスティーリャ継承戦争の間カスティーリャ王家に忠実であったアレバロは、トラスタマラ朝が始まってから経済衰退が顕著となった。
フアン2世の2度目の王妃であったイサベル・デ・ポルトゥガルは、1454年に夫と死別すると庇護を失い、継子のエンリケ4世の宮廷から追放されアレバロ城へ隠遁した。その際、実子であるイサベル（のちのイサベル1世）とアルフォンソを伴っていた。第二次カスティーリャ継承戦争後、イサベル1世が即位した後も、王母であるイサベルはアレバロにとどまり（精神を病んでいたためとされる）、1492年に亡くなった。
18世紀半ばから経済が復興し、人口が増加した。現在は農業、製材業、観光業を基盤としている。
1970年、12世紀から16世紀にかけてのロマネスク、ムデハルの各様式の建築物を保存していることから、スペイン歴史遺産に指定された。

## 姉妹都市
- オータン、フランス